# یوکی مونه‌هیرو
یوکی مونه‌هیرو (به ژاپنی: 結城宗広 Yūki Munehiro); ۱ ژانویهٔ ۱۲۶۶ – ۱ ژانویهٔ ۱۳۳۹) بوشی، و پرسنل نظامی اهل ژاپن بود.